# Refused
A Refused (vagy The Refused) svéd punkegyüttes. 1991-ben alakultak Umeå városában.

## Története
Az együttes 1991 elején alakult, Dennis Lyxzén énekessel, David Sandström dobossal, Pär Hansson gitárossal és Jonas Lindgren basszusgitárossal. Azzal a céllal alakultak meg, hogy a városukon kívül játsszanak és kiadjanak egy kislemezt (az utóbbi sosem történt meg). Ebben az évben jelentették meg. A felállás ekkor már megváltozott (Kristofer Steen
csatlakozott a zenekarhoz, Pär Hansson pedig kilépett). Első nagylemezük 1994-ben jelent meg.
1998-as feloszlásuk előtt a következő volt a felállás: Dennis Lyxzén, David Sandström, Kristofer Steen és Jon Brännström, de nem találtak basszusgitárost, így 12 különböző basszusgitárosuk volt. 1996-ban jelent meg második nagylemezük, amely az első album hardcore punk hangzásával ellentétben sokkal inkább metallic hardcore hangzású volt, és egy fanzine-t is tartalmazott, ahol elmagyarázták politikai ötleteiket. Az album reklámozása érdekében turnéztak a Snapcase-zel. Ezután turnéztak a Millencolinnal is az USA-ban, és a Mindjive-val Európában.
1998-as harmadik lemezükön már több zenei stílus elemei hallhatóak, például az electronica, a jazz és az ambient. A lemez eredetileg bukásnak számított mind a fogadtatás, mint az eladások terén. Olyanok is akadtak, akik nem értékelték az albumot a változatos hangzás miatt.
1998-ban feloszlottak, ezt egy nyílt levélben jelentették be. Az okoknak azt tették meg, hogy elfogyott az energiájuk és mást szeretnének csinálni. Dennis és az együttes tagjai konfliktusban is álltak egymással.
2010 márciusában az Epitaph Records feltette a Refused régi weboldalát, "Hamarosan" felirattal. Ennek hatására elkezdett terjedni a szóbeszéd az interneten, hogy mit jelezhet a weboldal, talán azt, hogy az együttes újra összeáll. A Punknews.org bejelentette, hogy az együttes 2010-ben fel fog lépni zenei fesztiválokon. Azonban Dennis Lyxzén tagadta ezt az állítást. A weboldal végül az 1998-as album újra kiadásának reklámoldala lett.
2011 novemberében több poszteren is ki volt írva, hogy az együttes fellép a Coachella Festivalon.
2012-ben újból összeálltak.

## Tagok
- Dennis Lyxzén — ének (1991–1998, 2012, 2014-)
- David Sandström — dob (1991–1998, 2012, 2014-)
- Kristofer Steen — gitár (1994–1998, 2012, 2014-); basszusgitár (1994-től 1998-ig a stúdióban)
- Magnus Flagge (korábban Björklund) — basszusgitár (1992–1995, 2014–, 1997-ben és 2012-ben koncerteken),[21]
- Mattias Bärjed — gitár (2019–; 2015–től 2019-ig koncerteken)

Korábbi tagok
- Jonas Lidgren — basszusgitár (1991-1992)
- Pär Hansson — gitár (1991–1994)
- Henrik Jansson — gitár (1992–1995)
- Jon Brännström — gitár, sample, szintetizátor, vokál (1995–1998, 2012)
- Magnus Höggren — basszusgitár (1995–1997)
- Ulf Nybérg — basszusgitár (1997–1998)

## Diszkográfia
- This Just Might Be... the Truth (1994)
- Songs to Fan the Flames of Discontent (1996)
- The Shape of Punk to Come (1998)
- Freedom (2015)
- War Music (2019)